# Jonas (évêque d'Autun)
Pour les articles homonymes, voir Jonas (homonymie).
Jonas est un religieux, évêque d'Autun au IXe siècle.

## Biographie
Avant d'être évêque, il occupe tout d'abord un poste à la chancellerie de Charles le Chauve.
En 858, il augmente le patrimoine de l’évêché pour la subsistance d’une cinquantaine de chanoines. La même année, il crée le chapitre de la cathédrale, et confirme la possession d'un certain nombre de biens à Saint-Andoche.

## Iconographie